# Мурек (Сирия)
Мурек (араб. مورك‎) — город в Сирии. Расположен в провинции Хама в 28 км к северу от её административного центра, входит в район Хама, нахия — Суран. Численность населения в 2004 году составляла 14 307 жителей.

## История
В 2017 году в городе был развернут девятый наблюдательный пост турецкой армии.
20 августа 2019 года МИД Турции заявил, что Турция не собирается переносить наблюдательный пост в другое место, несмотря на бои вблизи него.
23 августа 2019 года Сирийская арабская армия, после окружения оппозиции на севере провинции Хама, заняла Мурек. Район расположения турецкого наблюдательного поста был блокирован сирийской армией. На территории поста укрылась большая группа боевиков из разгромленных формирований.